# Adriaan ter Braack
Adriaan ter Braack (14 maart 1986), ook bekend als Sjamadriaan, is een Nederlandse wetenschapsjournalist, schrijver en podcaster.

## Biografie
Ter Braack groeide op in Enschede. Hij studeerde wiskunde en natuurkunde aan de Universiteit Utrecht en de Universiteit van Amsterdam. Als journalist schreef Ter Braack voor verscheidene media zoals Quest, VICE en de Nederlandse publieke omroep. De wetenschapspodcast Makkelijk Praten, die hij samen maakt met Sander Denneman, werd in 2019 genomineerd voor de Dutch Podcast Awards.
Sinds 2023 ageert Ter Braack, onder de alias Sjamadriaan, op sociale media tegen influencers die door middel van desinformatie pseudowetenschap en kwakzalverij propageren. Zijn motivatie hiervoor komt mede voort uit het feit dat zijn vader de spier- en zenuwziekte ALS kreeg en zijn heil zocht bij natuurgenezers.
Over desinformatie en pseudowetenschap bracht Ter Braack in 2024 het boek Eigen onderzoek eerst uit. Ook zijn online serie Quatsch, uit 2025, gaat over dit onderwerp.